# The Irish in America
Pour plus de détails, voir Fiche technique et Distribution.
The Irish in America est un film muet américain, réalisé par Sidney Olcott pour Sid Films avec lui-même et Valentine Grant dans les rôles principaux et sorti aux États-Unis en 1915.

## Fiche technique
- Réalisation : Sidney Olcott
- Scénario : Sidney Olcott
- Production : Sid Films
- Distribution : Lubin
- Longueur : 3 bobines
- Date de sortie :  États-Unis 8 septembre 1915 (New York)
- ©1915-3000 ft – Credits : Producer, Sidney Olcott. © Lubin Mfg Co (Sidney Olcott, author) ; 30 Aug 15 ; LP6236 ; Titre déposé : “Irish in America”

## Distribution
- Valentine Grant : Peggy O'Sullivan
- Charles McConnell : le père O'Hara
- Sidney Olcott : Dan Murphy
- Laurene Santley : sa tante
- Arhur Donaldson : le garçon du Kerry

## Tournage du film
Le film a été tourné durant l’été 1914 en Irlande, à Beaufort (Irlande) dans le comté de Kerry et à New York.
The Irish in America est le dernier film tourné par Sidney Olcott en Irlande. Deux autres ont été mis en boite cet été-là : All for Old Ireland et Bold Emmett, Ireland's Martyr.